# ريتشارد بوك (منتج أسطوانات)
ريتشارد بوك (بالإنجليزية: Richard Bock)‏ هو منتج أسطوانات أمريكي، ولد في 22 يناير 1927، وتوفي في 6 فبراير 1988.

## روابط خارجية
- ريتشارد بوك على موقع IMDb (الإنجليزية)
- ريتشارد بوك على موقع ميوزك برينز (الإنجليزية)
- ريتشارد بوك على موقع ديسكوغز (الإنجليزية)
- ريتشارد بوك على موقع قاعدة بيانات الفيلم (الإنجليزية)